# Silene suffrutescens
Silene suffrutescens är en nejlikväxtart som beskrevs av Friedrich August Marschall von Bieberstein. Silene suffrutescens ingår i släktet glimmar, och familjen nejlikväxter. Inga underarter finns listade i Catalogue of Life.